# Għajn Tuffieħa
Għajn Tuffieħa (maltés:"Apple-Spring", "Riviera"), en español, «Playa de Riviera», es una playa de arena roja que se encuentra en Mġarr, Malta. La bahía está situada a 345 m al sur de la Bahía Dorada (Golden Bay). Es más tranquila que Golden Bay y, a menudo, la visitan los propios nativos malteses y los turistas. Para llegar a esta playa, es necesario descender una colina por una escalera de 200 escalones. En lo alto de los acantilados al oeste de la bahía de Għajn Tuffieħa, hay una antigua torre de defensa construida en 1637. Es una de las siete torres construidas por el Gran Maestro Giovanni Paolo Lascaris, de los Caballeros Hospitalarios.[cita requerida]
El nombre también se traduce como el "Ojo de la Manzana", pero parece improbable debido al formato estándar de lugares que comienzan con "Ghajn" en Malta.
Għajn Tuffieħa tiene una cafetería, Singita Miracle Beach, al pie de la escalera de acceso.

## Galería de imágenes

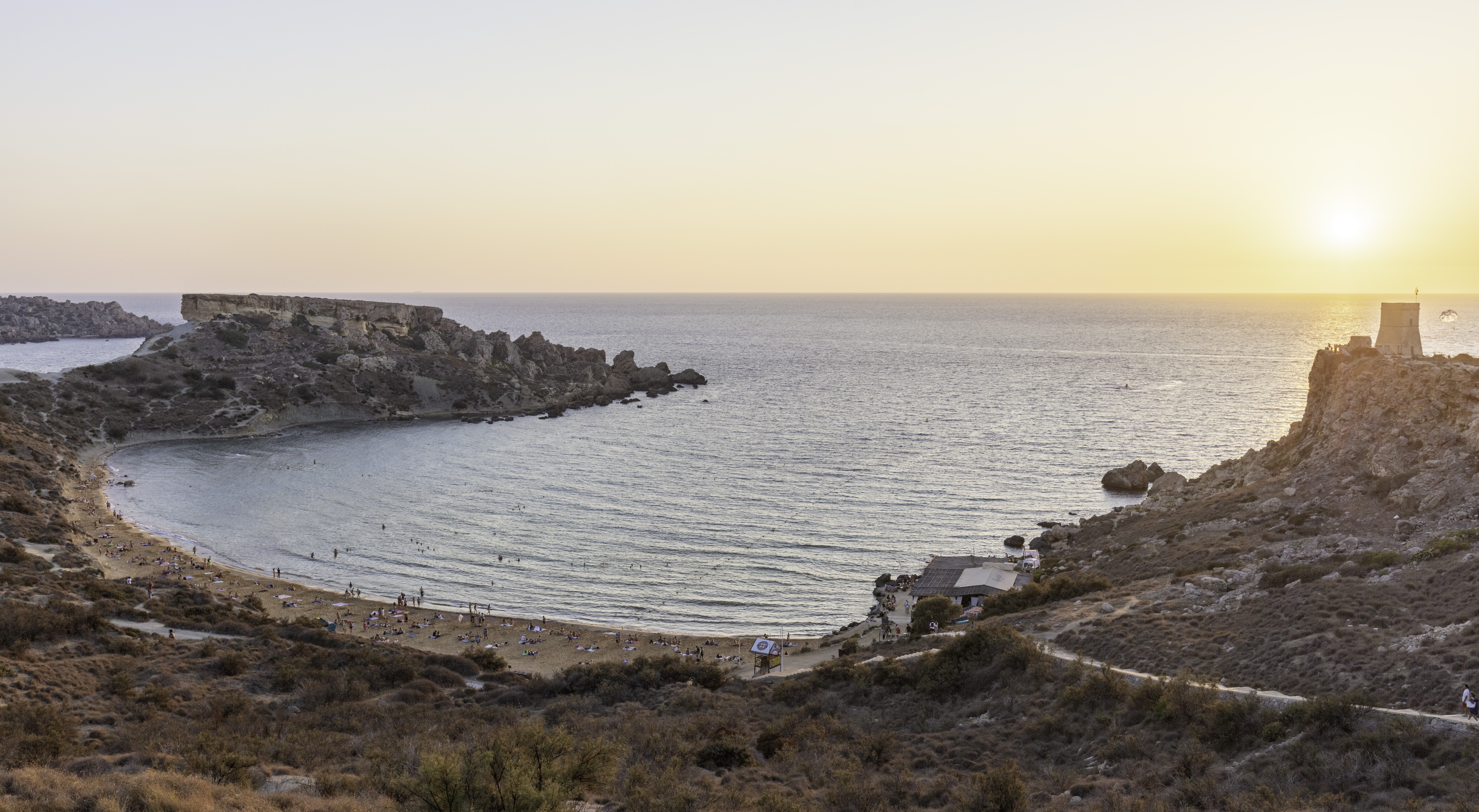
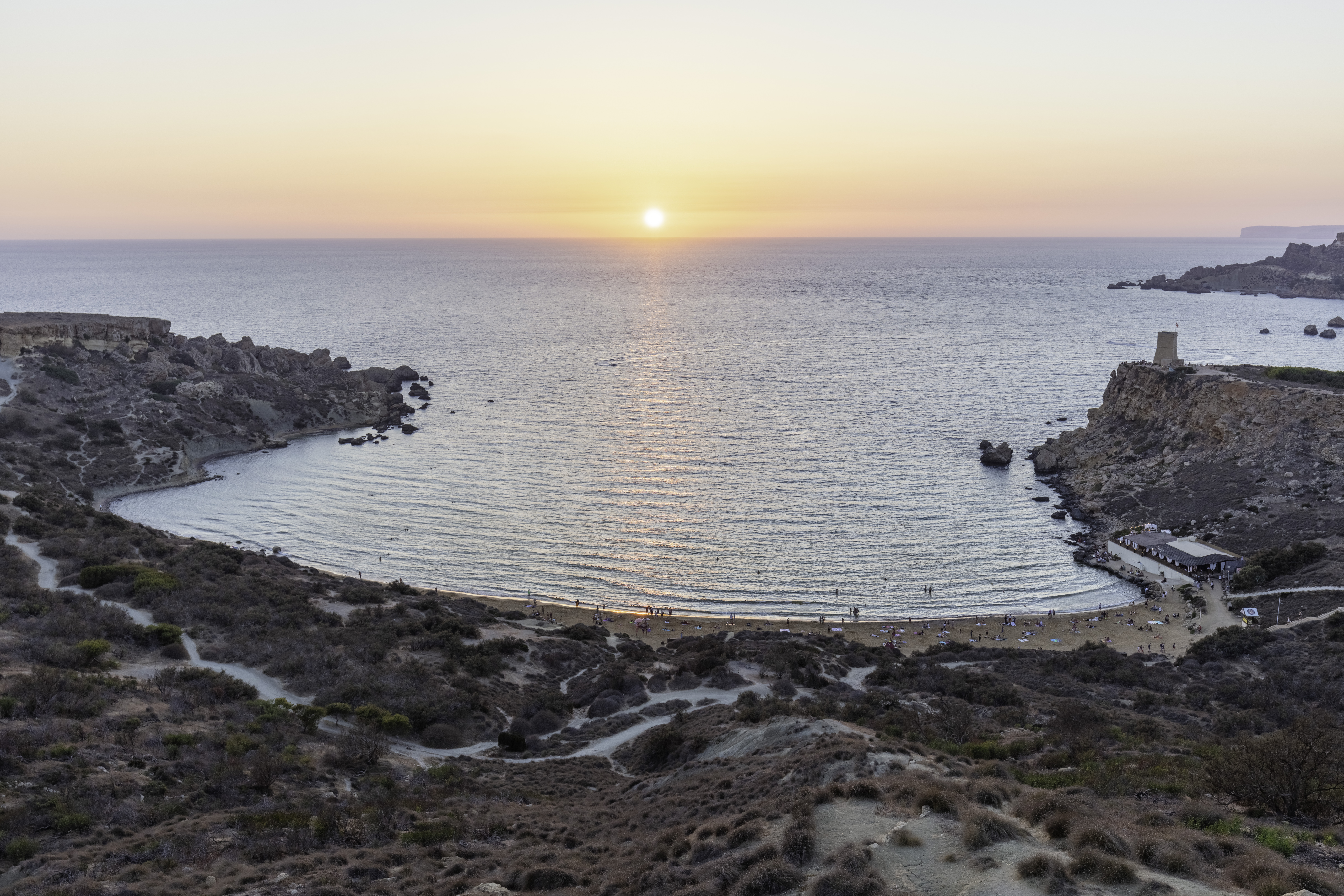
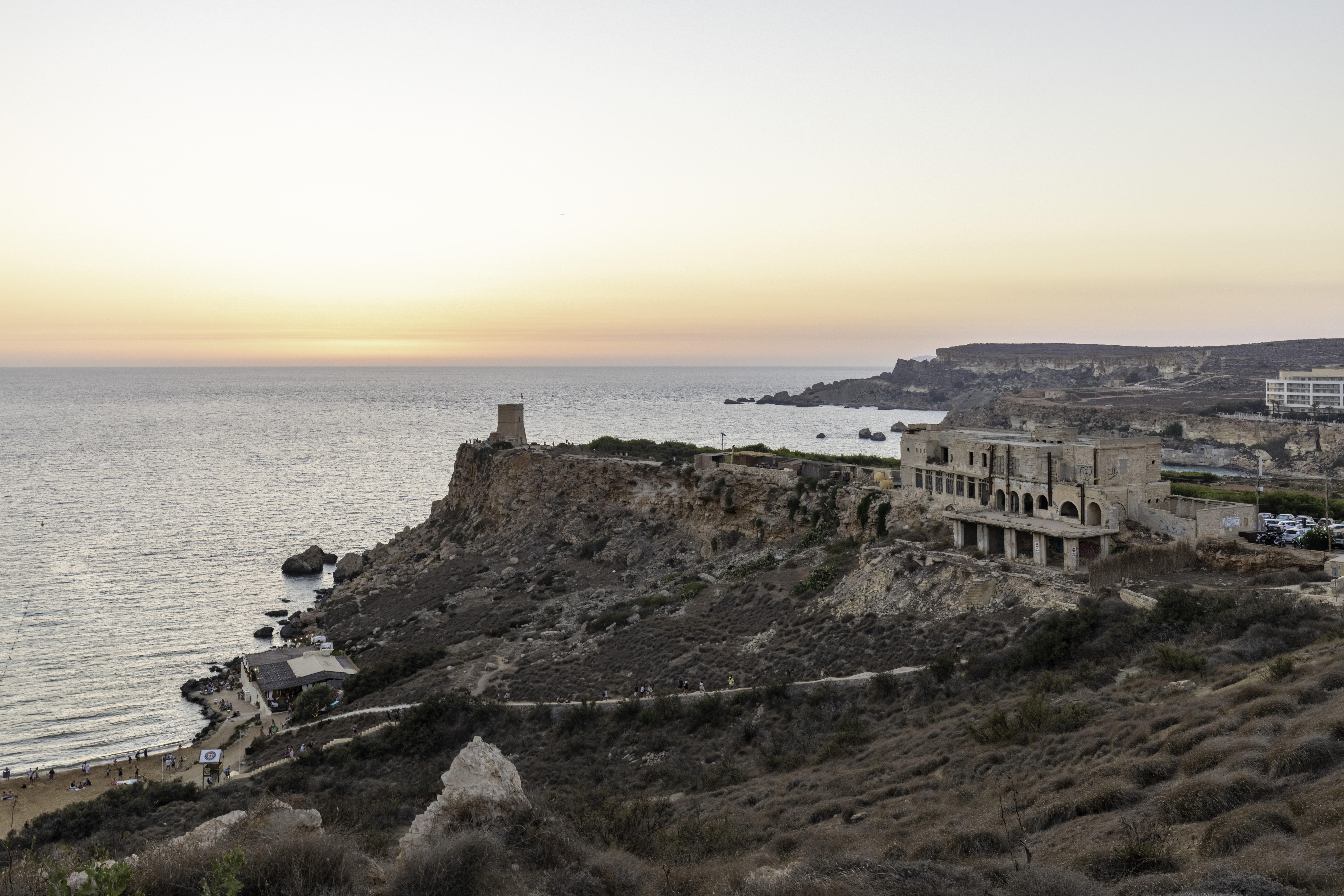